# Хохлов, Дмитрий Валерьевич
Дми́трий Вале́рьевич Хохло́в (род. 22 декабря 1975, Краснодар) — российский футболист и тренер. Заслуженный мастер спорта (2011).

## Карьера игрока
Воспитанник краснодарской футбольной школы «Кубань». Отличался отменными физическими данными, мощным ударом с обеих ног, хорошим видением поля. После этого уехал в футбольную школу московского ЦСКА. Жил в одной комнате интерната клуба вместе с Владиславом Радимовым, Романом Орещуком и Дмитрием Шуковым. В 1994 году дебютировал в составе главной команды, годом позже забил первый мяч, поразив ворота «Черноморца». В 1995 году был близок к переходу в один из израильских клубов, но предпочёл остаться в России, получая заработную плату в 2 тыс. долларов. В декабре 1996 года заявил, что если главный тренер Александр Тарханов покинет клуб, то он скорее всего также уйдёт вслед за ним.
В 1997 году вместе с тренером Тархановым и группой игроков ЦСКА перешёл в московское «Торпедо», подписав контракт с заработной платой в 4 тыс. долларов в месяц.

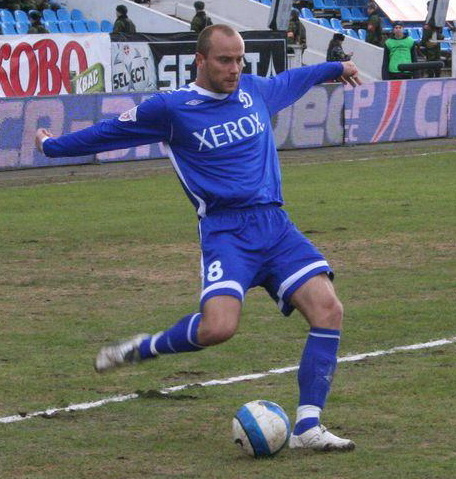
Дмитрий Хохлов в составе «Динамо»

Летом 1997 года подписал предварительный контракт с нидерландским ПСВ и по окончании сезона стал игроком этой команды, которой предпочёл предложения из Франции и Испании. В первом же матче за клуб совершил невынужденную ошибку, из-за которой соперник «Витесс» забил мяч и свёл встречу вничью 2:2. Выступал за клуб три сезона, но после прихода на пост главного тренера Эрика Геретса потерял место в составе.
Мне тренер, Эрик Геретс, прямо заявил: «В моей команде ты играть не будешь». Геретс не очень хорошо относился к игрокам из соцблока. А нас таких семь человек было: я, Никифоров, Темрюков, грузин Гахокидзе, литовец Скерла, поляк Томек, словак Демо. Мы по-русски общались. Геретс с первого дня нас молча возненавидел – всех поубирал из состава. Когда Геретса в интервью спросили про русских, он назвал нас закрытыми, хмурыми, необщительными. «Может, мне надо водки выпить с ними, чтобы разговорить?» — сострил он. Я ответил через прессу: если будем водку пить, когда тренироваться? И пошло-поехало. Ближе к декабрю у меня случился откровенный разговор с Геретсом. Вот тогда он и сказал искать себе команду.
В январе 2000 года Хохлова приобрёл «Реал Сосьедад» за рекордную для клуба сумму в 4,8 млн долларов. Дмитрий заранее всё выяснил о клубе, благодаря дружбе Никифорова и Валерия Карпина, который в те годы выступал за эту команду.

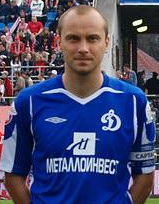
Хохлов в качестве игрока «Динамо» в 2008 году

В 2003 году Хохлов вернулся в Россию свободным агентом. Имел предложения от ЦСКА, «Спартака» и «Локомотива». Предпочёл принять предложения «железнодорожников», за который играл до 2006 года. Затем выступал за «Динамо», куда пришёл по приглашению Юрия Сёмина. 13 июля 2008 года в матче 13-го тура чемпионата России «Динамо» — «Локомотив» Хохлов сыграл свой 400 матч в национальных чемпионатах России, Голландии и Испании. В этой игре он забил мяч, изменивший счёт в пользу его команды (2:1), в итоге матч закончился победой «Динамо» — 4:2. В 2010 году завершил игровую карьеру.

### Карьера в сборной
Призывался в олимпийскую сборную России, где сыграл 3 матча, а затем и в главную сборную страны. Дебютировал в национальной сборной на чемпионате Европы по футболу 1996 года, на котором сыграл 2 матча. Участник чемпионата мира 2002 года (3 матча). В сборной России Хохлов сыграл 53 матча, забил 6 мячей.

## Карьера тренера

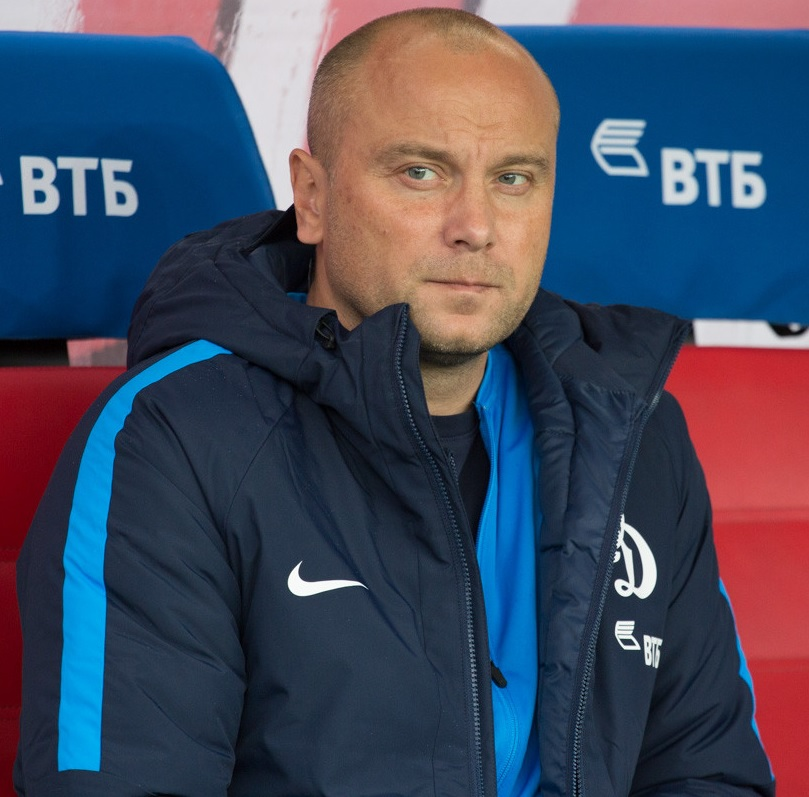
Хохлов в качестве главного тренера «Динамо» в 2017 году

По завершении карьеры игрока остался в московском «Динамо». 17 июня 2012 года был назначен главным тренером молодёжного состава. С 6 по 17 августа 2012 был исполняющим обязанности главного тренера «Динамо», после того как Сергей Силкин подал в отставку и до назначения Дана Петреску. Вошёл в тренерский штаб Петреску. В июне 2013 года был назначен главным тренером молодёжного состава. Под его руководством команда стала серебряным призёром, а также дважды чемпионом первенства молодёжных команд, после чего Хохлов покинул команду. С июня 2017 года стал вновь главным тренером «Динамо»-мол.
В июне 2015 года возглавил «Кубань», через три месяца, 16 сентября, в связи с низкими результатами команды был отправлен в отставку.
В январе 2017 года возглавил «Динамо-2» (Москва). Под его руководством команда заняла 4 место в ПФЛ. По завершении сезона «Динамо-2» прекратило существование по финансовым причинам. Весь тренерский штаб и часть футболистов перешли в молодёжный состав.
7 октября 2017 года стал главным тренером «Динамо», сменив на этом посту Юрия Калитвинцева. 5 октября 2019 года был отправлен в отставку.
28 мая 2021 года стал главным тренером «Ротора». 18 ноября 2021 года контракт с волгоградским клубом был расторгнут по взаимному согласию сторон. Под руководством Хохлова «Ротор» провёл 23 матча в первом дивизионе ФНЛ, в которых команда одержала четыре победы, 12 раз сыграла вничью и потерпела семь поражений, набрав 24 очка. На момент ухода клуб располагался на 16-м месте в турнирной таблице.
В январе 2023 года вошёл в тренерский штаб Курбана Бердыева в «Сочи». 10 апреля стал главным тренером. 17 сентября, на следующий день после гостевого поражения от московского Спартака (0:1), было объявлено об уходе Хохлова по обоюдному согласию сторон. Под руководством Хохлова «Сочи» завершил сезон на 10-м месте в чемпионате, а в восьми турах следующего набрал 6 очков.

## Судебный иск в отношении Facebook
В сентябре 2021 года Хохлов подал в суд на Facebook из-за того, что социальная сеть часто блокирует его страницу и любые упоминания о нём из-за созвучия фамилии Хохлова с оскорбительным прозвищем украинцев. Футболист просит выплатить ему 150 миллионов рублей компенсации за моральный вред. Спустя год, в октябре 2022 года Хохлов отсудил 65 миллионов рублей у Facebook.

## Достижения
В качестве игрока
ПСВ
- Обладатель Суперкубка Нидерландов: 1998.

Реал Сосьедад
- Серебряный призёр чемпионата Испании: 2002/03

Локомотив (Москва)
- Чемпион России: 2004.
- Обладатель Суперкубка России: 2005.
- Бронзовый призёр чемпионата России: 2005.

Динамо (Москва)
- Бронзовый призёр чемпионата России: 2008.

В качестве тренера
Динамо-мол. (Москва)
- Победитель молодёжного первенства России (2): 2013/14, 2014/15.
- Серебряный призёр молодёжного первенства России: 2012/13.

Личные
- Заслуженный мастер спорта
- В списках 33 лучших футболистов чемпионата России (6): № 2 (1996, 1997, 2007); № 3 (2004, 2008, 2009).

## Статистика выступлений

### Клубная
| Выступление      | Выступление      | Выступление      | Чемпионат | Чемпионат | Кубки | Кубки | Еврокубки | Еврокубки | Прочие | Прочие | Итого | Итого |
| Клуб             | Лига             | Сезон            | Игры      | Голы      | Игры  | Голы  | Игры      | Голы      | Игры   | Голы   | Игры  | Голы  |
| ---------------- | ---------------- | ---------------- | --------- | --------- | ----- | ----- | --------- | --------- | ------ | ------ | ----- | ----- |
| ЦСКА (Москва)    | Высшая лига      | 1993             | 1         | 0         | 1     | 0     | 0         | 0         | 0      | 0      | 2     | 0     |
| ЦСКА (Москва)    | Высшая лига      | 1994             | 1         | 0         | 0     | 0     | 0         | 0         | 0      | 0      | 1     | 0     |
| ЦСКА (Москва)    | Высшая лига      | 1995             | 30        | 5         | 0     | 0     | 0         | 0         | 0      | 0      | 30    | 5     |
| ЦСКА (Москва)    | Высшая лига      | 1996             | 30        | 10        | 2     | 0     | 3         | 0         | 0      | 0      | 35    | 10    |
| ЦСКА (Москва)    | Итого            | Итого            | 62        | 15        | 3     | 0     | 3         | 0         | 0      | 0      | 68    | 15    |
| Торпедо-Лужники  | Высшая лига      | 1997             | 33        | 9         | 3     | 3     | 5         | 1         | 0      | 0      | 41    | 13    |
| Торпедо-Лужники  | Итого            | Итого            | 33        | 9         | 3     | 3     | 5         | 1         | 0      | 0      | 41    | 13    |
| ПСВ              | Эредивизи        | 1997/98          | 14        | 1         | 3     | 1     | 0         | 0         | 0      | 0      | 17    | 2     |
| ПСВ              | Эредивизи        | 1998/99          | 33        | 5         | 4     | 1     | 8         | 2         | 1      | 1      | 46    | 9     |
| ПСВ              | Эредивизи        | 1999/00          | 13        | 3         | 0     | 0     | 6         | 1         | 0      | 0      | 19    | 4     |
| ПСВ              | Итого            | Итого            | 60        | 9         | 7     | 2     | 14        | 3         | 1      | 1      | 82    | 15    |
| Реал Сосьедад    | Примера          | 1999/00          | 21        | 3         | 0     | 0     | 0         | 0         | 0      | 0      | 21    | 3     |
| Реал Сосьедад    | Примера          | 2000/01          | 37        | 4         | 1     | 1     | 0         | 0         | 0      | 0      | 38    | 5     |
| Реал Сосьедад    | Примера          | 2001/02          | 35        | 5         | 1     | 0     | 0         | 0         | 0      | 0      | 36    | 5     |
| Реал Сосьедад    | Примера          | 2002/03          | 18        | 2         | 0     | 0     | 0         | 0         | 0      | 0      | 18    | 2     |
| Реал Сосьедад    | Итого            | Итого            | 111       | 14        | 2     | 1     | 0         | 0         | 0      | 0      | 113   | 15    |
| Локомотив        | Премьер-лига     | 2003             | 14        | 2         | 0     | 0     | 8         | 1         | 0      | 0      | 22    | 3     |
| Локомотив        | Премьер-лига     | 2004             | 24        | 6         | 3     | 1     | 1         | 0         | 0      | 0      | 28    | 7     |
| Локомотив        | Премьер-лига     | 2005             | 30        | 3         | 1     | 0     | 7         | 0         | 1      | 0      | 39    | 3     |
| Локомотив        | Итого            | Итого            | 68        | 11        | 4     | 1     | 16        | 1         | 1      | 0      | 89    | 13    |
| Динамо (Москва)  | Премьер-лига     | 2006             | 25        | 2         | 4     | 0     | 0         | 0         | 0      | 0      | 29    | 2     |
| Динамо (Москва)  | Премьер-лига     | 2007             | 29        | 4         | 4     | 2     | 0         | 0         | 0      | 0      | 33    | 6     |
| Динамо (Москва)  | Премьер-лига     | 2008             | 27        | 2         | 1     | 0     | 0         | 0         | 0      | 0      | 28    | 2     |
| Динамо (Москва)  | Премьер-лига     | 2009             | 29        | 2         | 3     | 2     | 3         | 0         | 0      | 0      | 35    | 4     |
| Динамо (Москва)  | Премьер-лига     | 2010             | 20        | 1         | 2     | 1     | 0         | 0         | 0      | 0      | 22    | 2     |
| Динамо (Москва)  | Итого            | Итого            | 130       | 11        | 14    | 5     | 3         | 0         | 0      | 0      | 147   | 16    |
| Всего за карьеру | Всего за карьеру | Всего за карьеру | 464       | 69        | 33    | 12    | 41        | 5         | 2      | 1      | 540   | 87    |

1. ↑  Кубок России.
2. ↑  Кубок УЕФА, Лига чемпионов УЕФА.
3. ↑  Стыковые матчи РФПЛ-ФНЛ, Суперкубок России.

### Тренерская
| Клуб                    | Начало работы  | Окончание работы | Результаты | Результаты | Результаты | Результаты | Результаты | Результаты | Результаты | Результаты |
| Клуб                    | Начало работы  | Окончание работы | М          | В          | Н          | П          | МЗ         | МП         | +/-        | % побед    |
| ----------------------- | -------------- | ---------------- | ---------- | ---------- | ---------- | ---------- | ---------- | ---------- | ---------- | ---------- |
| Динамо (Москва) (и. о.) | 6 августа 2012 | 19 августа 2012  | 3          | 1          | 0          | 2          | 6          | 4          | +2         | 033,33     |
| Кубань                  | 10 июня 2015   | 16 сентября 2015 | 8          | 0          | 4          | 4          | 4          | 11         | −7         | 000,00     |
| Динамо-2                | 10 января 2017 | 30 июня 2017     | 26         | 13         | 4          | 9          | 38         | 25         | +13        | 050,00     |
| Динамо (Москва)         | 7 октября 2017 | 5 октября 2019   | 63         | 17         | 25         | 21         | 55         | 60         | −5         | 026,98     |
| Ротор                   | 28 мая 2021    | 18 ноября 2021   | 25         | 5          | 13         | 7          | 26         | 27         | −1         | 020,00     |
| Сочи                    | 10 апреля 2023 | 17 сентября 2023 | 19         | 5          | 2          | 12         | 16         | 28         | −12        | 026,32     |
| Итого                   | Итого          | Итого            | 144        | 41         | 48         | 55         | 145        | 155        | −10        | 028,47     |